# The Little World of Don Camillo
The Little World of Don Camillo è una serie televisiva inglese prodotta dalla BBC nel 1981 basata sul personaggio di Don Camillo creato da Giovannino Guareschi. 
Il combattivo prete fu interpretato dall'attore di origini italiane Mario Adorf, mentre Brian Blessed ebbe la parte di Peppone. La voce narrante e quella del crocifisso sono di Cyril Cusack che, curiosamente, interpreterà il vescovo nel film Don Camillo del 1983.
La serie fu tradotta anche in tedesco e trasmessa in Germania Ovest dall'8 settembre 1983 con il titolo Die kleine Welt des Don Camillo e nelle regioni di lingua tedesca della Svizzera dal 2 marzo 1985. In Italia è tutt'oggi inedita.

## Episodi
| nº | Titolo originale | Titolo italiano | Prima TV UK      | Prima TV Italia |
| -- | ---------------- | --------------- | ---------------- | --------------- |
| 1  | Part 1           |                 | 8 gennaio 1981   |                 |
| 2  | Part 2           |                 | 15 gennaio 1981  |                 |
| 3  | Part 3           |                 | 22 gennaio 1981  |                 |
| 4  | Part 4           |                 | 29 gennaio 1981  |                 |
| 5  | Part 5           |                 | 5 febbraio 1981  |                 |
| 6  | Part 6           |                 | 12 febbraio 1981 |                 |
| 7  | Part 7           |                 | 19 febbraio 1981 |                 |
| 8  | Part 8           |                 | 26 febbraio 1981 |                 |
| 9  | Part 9           |                 | 5 marzo 1981     |                 |
| 10 | Part 10          |                 | 12 marzo 1981    |                 |
| 11 | Part 11          |                 | 19 marzo 1981    |                 |
| 12 | Part 12          |                 | 26 marzo 1981    |                 |